# Bernhard Schmidt

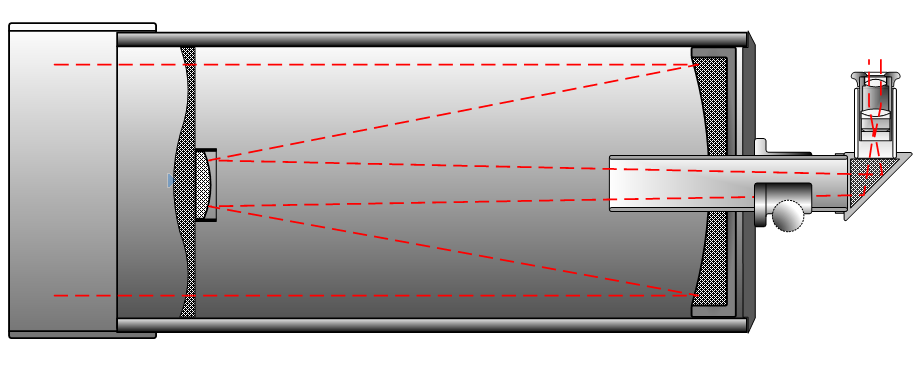
Telescopio Schmidt-Cassegrain, con la lente correctora junto a la boca del telescopio (izquierda de la imagen)

Bernhard Schmidt (Naissaar, Estonia, Imperio Ruso, 30 de marzo de 1879 - Hamburgo, 1 de diciembre de 1935) fue un constructor de instrumentos astronómicos y astrónomo de orígenes alemanes, nacido en Estonia cuando este país formaba parte del Imperio Ruso. En 1930 inventó el telescopio Schmidt que corrige los errores ópticos de la aberración esférica, coma y astigmatismo, lo que hizo posible por primera vez la construcción de cámaras reflectantes muy grandes, con amplios rangos de visión.

## Biografía

### Infancia
Schmidt era hijo de Carl Constantin Schmidt y de Marie Helene Christine Rosen. Nació y creció en la isla de Naissaar, situada frente a la costa de Tallin. La isla pertenecía al Gobernorato de Estonia, que por entonces formaba parte del Imperio ruso. Sus habitantes, principalmente estonios de etnia sueca, hablaban generalmente sueco o estonio, pero la familia de Schmidt también hablaba alemán. Bernhard era el mayor de seis hijos, tres niños (uno de los cuales murió en la infancia) y tres niñas.
Dotado de una gran inventiva, construyó su propia cámara a partir de una lente que compró y de un viejo fuelle de acordeón, fotografiando el entorno local y a varios miembros de su familia, e incluso vendiendo algunas de sus fotos. También se sintió fascinado por el cielo nocturno y las constelaciones. Tenía 15 años, cuando un accidente mientras experimentaba con pólvora provocó que se le tuviera que amputar la mano derecha. Este acontecimiento pudo haber profundizado la reserva e introspección que mostró en su vida posterior.

### Juventud
A pesar de haber quedado manco, pronto se convirtió en un experto en la impresión de fotografías. En 1895 se trasladó a Tallin, y durante un tiempo se dedicó al retoque de fotografías. Posteriormente trabajó para la Volta Electric Motor Works, y en 1901 se trasladó a Gotemburgo, Suecia, para estudiar en la Universidad Tecnológica Chalmers, pero poco después se cambió a la Universidad de Mittweida en el Reino de Sajonia para continuar su educación.

### Inicio de la vida adulta
Durante este período creció su interés por la astronomía y la óptica. En Mittweida esperaba estudiar con el Dr. Karl Strehl, un conocido teórico de la óptica, pero Strehl había fallecido un poco antes. Gradualmente, Schmidt encontró su verdadera vocación, es decir, el amolado y el pulido de piezas ópticas de alta precisión para aplicaciones astronómicas. Parece que empezó a pulir espejos alrededor de 1901, y después comenzó a vender algunas de sus piezas a astrónomos aficionados. En marzo de 1904, había avanzado tanto en su nueva dedicación, que al poco tiempo de terminar sus estudios, se puso en contacto con profesionales de los principales observatorios de Alemania. Su negocio despegó rápidamente cuando astrónomos conocidos como Hermann Carl Vogel, y Karl Schwarzschild ensalzaron la excelencia de los espejos de Schmidt.

### Años en Mittweida
Entre 1904 y 1914, el negocio de Schmidt creció y adquirió una inmensa reputación en Alemania. No solo produjo algunos de los espejos de precisión de mayor dificultad técnica jamás intentados hasta ese momento, sino que se encargó de corregir y mejorar las lentes originalmente suministradas por famosas casas ópticas, como el refractor visual Steinheil de 50 cm del Observatorio Astrofísico de Potsdam. A medida que su negocio iba creciendo, contrató a varios asistentes, dos de los cuales dejaron valiosas descripciones de los métodos de trabajo de Schmidt. Utilizando un espejo horizontal de largo enfoque y un coelostato plano, ambos de su propia fabricación, tomó impresionantes fotos del Sol, la Luna y los planetas principales. Cuando se considera que realizó una gran parte de la fabricación literalmente con una sola mano, es difícil no quedar asombrado por su habilidad.
La Primera Guerra Mundial llevó el auge del negocio a su fin. Schmidt fue arrestado como un potencial enemigo extranjero, ya que el Gobernarato de Estonia pertenecía al Imperio ruso, y fue enviado a un campo de internamiento durante unos seis meses. Después de su liberación, permaneció bajo control policial y algunos de sus equipos astronómicos de aspecto sospechoso fueron confiscados. Intentó continuar su negocio, pero a medida que la guerra se prolongaba y se acercaba la derrota de Alemania, la economía empeoró notablemente y los científicos ya no tenían dinero para dedicarlo a la astronomía. La situación no mejoró después de la guerra, debido a la agitación política en Alemania y a la necesidad de pagar reparaciones de guerra. La inflación se desbocó en 1923 y muchas personas perdieron todos sus ahorros. A mediados de la década de 1920, el negocio de Schmidt se arruinó y tuvo que liquidar el resto de su equipo vendiéndolo como chatarra.

### Bergedorf

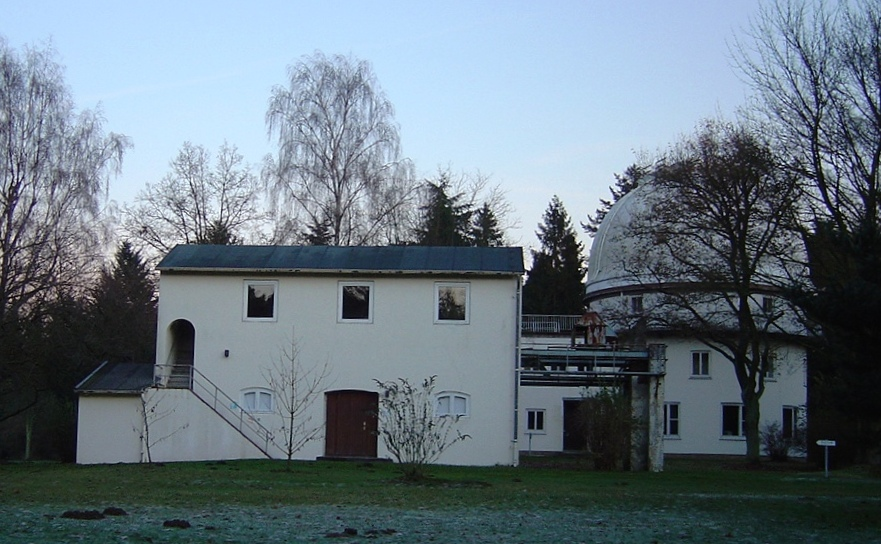
Museo Schmidt en el Observatorio de Hamburgo-Bergedorf, Bergedorf

Schmidt había estado en contacto a partir de 1916 con el profesor Richard Schorr, director del Observatorio de Hamburgo-Bergedorf, una instalación situada fuera de Hamburgo, en una zona rural cercana a la aldea de Bergedorf. Schorr se había interesado en el espejo horizontal de Schmidt y en el telescopio coelostático, y ordenó que se construyera uno para su observatorio. Después de la guerra, cuando su situación económica se estaba haciendo cada vez más difícil, Schmidt comenzó a hacer propuestas a Schorr para poder llevar a cabo algún tipo de trabajo en el observatorio. Pero desgraciadamente, Schorr tenía muy poco que ofrecer: Schmidt podría mudarse a Bergedorf y alojarse de forma gratuita; y el telescopio horizontal necesitaba ser reparado, por lo que se le pagaría una pequeña cuota. Esto fue en 1926. Durante un tiempo Schmidt no aceptó. Tenía varias patentes en su haber, una de las cuales consistía en usar una hélice movida por el viento para impulsar los barcos. Schmidt esperaba convertir esta invención en algo rentable. También volvió a Estonia para una visita familiar y explorar oportunidades en óptica, ya que el antiguo gobernarato ruso se había convertido en una república independiente después de la Primera Guerra Mundial.
Sin embargo, ninguna de estas posibilidades se consolidó, y en 1927 las perspectivas de Schmidt eran tan desesperadas que aceptó la oferta de Schorr. Comenzó a instalar un taller en el sótano del edificio principal de servicio del observatorio y a reparar el telescopio horizontal. Durante 1927 y 1929, Schmidt participó en dos expediciones para observar eclipses solares organizadas por el observatorio de Hamburgo, la primera al norte de Suecia y la segunda a Filipinas. Fue durante este segundo viaje cuando Schmidt anunció a su compañero, el astrónomo Walter Baade, la que sería la invención más importante de su vida, un dispositivo que revolucionó la astronomía y el diseño óptico en la segunda mitad del siglo XX: su cámara de reflexión gran angular.

### Últimos años

Sección transversal exagerada de una placa correctora de Schmidt. Las curvas reales son difíciles de detectar visualmente, dando a la placa correctora la apariencia de ser una ventana ópticamente plana.

Schmidt construyó su primera "Schmidtspiegel" (que llegó a ser conocida como la cámara de Schmidt) en 1930, un avance que causó sensación en todo el mundo. Empleó un método muy inteligente (el llamado "método de la bandeja de vacío") para fabricar la "placa correctora", una compleja lente aesférica, lo que permitía que el sistema óptico generase magníficas imágenes. El método de vacío consistía en deformar cuidadosamente una placa plana de vidrio bajo un vacío parcial, dotándola de una ligera curvatura, y luego amolar la concavidad superior hasta dejarla plana. Después de la liberación del vacío, la lente recuperaría el paralelismo de sus caras, pero en la cara pulida aparecería una convexidad central rodeada por una concavidad, correspondiente a la "forma de Schmidt" necesaria para la cámara. Nadie había fabricado una lente de esta manera antes.
Schmidt publicó una breve reseña (en alemán) de su invención en revistas astronómicas, y ofreció construir sus cámaras para observatorios profesionales. Desafortunadamente, su publicidad no tuvo mucho eco y su diseño era todavía demasiado nuevo. Además, la invención coincidió con el inicio de la Gran Depresión. No recibió pedidos y permaneció dependiendo de Schorr y de Bergedorf con unos modestos ingresos, que a duras penas recibía de los trabajos ocasionales que fue realizando hasta el final de su vida. Produjo una cámara más grande en 1934, y también ajustó las lentes del refractor fotográfico de Bergedorf-Steinheil de 60 cm.
Schmidt cayó enfermo a finales de noviembre de 1935 después de un viaje de negocios a Leiden en los Países Bajos. A pesar de los intentos de tratamiento, murió el 1 de diciembre de 1935 en Hamburgo, a la edad de 56 años. Una autopsia reveló que estaba padeciendo una infección pulmonar.
Schmidt nunca se casó y no tuvo hijos.

## La cámara Schmidt

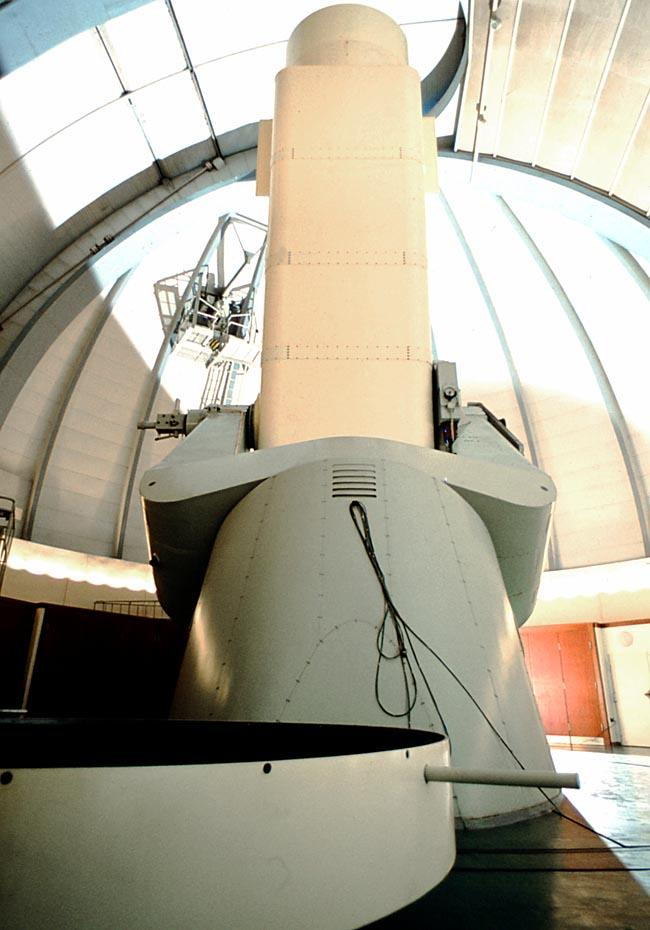
El telescopio Schmidt del observatorio Karl Schwarzschild es la cámara de Schmidt más grande del mundo.

Los astrónomos habían deseado durante mucho tiempo disponer de una manera de fotografiar grandes extensiones del cielo rápidamente, con el propósito de examinar el contenido visible del universo y ver estructuras a gran escala. Los telescopios ordinarios hasta la época de Schmidt mostraban estrechos campos de visión, que típicamente medían 1 o 2 grados de diámetro. Examinar el cielo entero con tales telescopios requería una inversión enorme de tiempo y de recursos (muchas veces durante años) y debido a estos campos de visión tan estrechos tendieron a perderse las grandes estructuras estelares. Era posible ver grandes franjas del firmamento con pequeñas lentes de cámara, pero los objetos débiles (y por lo tanto, lejanos) permanecerían invisibles. Lo que se necesitaba eran cámaras de gran apertura con amplios campos de imagen libres de distorsión (es decir, provistos de gran "nitidez" y "definición") y relaciones focales cortas adecuadas para disminuir los tiempos de exposición.
Por desgracia, los únicos telescopios de gran ancho de campo antes de la invención de Schmidt eran los telescopios reflectores ordinarios de relación focal corta (alrededor de f/3). Las imágenes producidas por estos instrumentos, aunque nítidas en el centro de sus campos de visión, perdían rápidamente su definición lejos del centro, donde las estrellas aparecían hinchadas y con forma de cometa, con la cabeza del "cometa" apuntando hacia el centro del campo fotográfico. Esta hinchazón era el resultado principalmente de las aberraciones ópticas (es decir, de los errores) denominadas "coma" y "astigmatismo". Antes de Schmidt era imposible construir un telescopio reflector grande y rápido (con una focal corta) que no estuviera limitado por estos errores.
Schmidt conocía bien estos problemas y había reflexionado sobre posibles soluciones a finales de los años veinte. De acuerdo con Baade, había abandonado al menos una solución, cuando finalmente llegó a su último diseño, que implicaba una novedosa, en realidad osada, salida de los diseños ópticos tradicionales. Se dio cuenta de que al emplear un gran espejo esférico (en lugar del espejo paraboloide normal de un telescopio reflector) y un diafragma de apertura más pequeño situado en el centro de la curvatura del espejo, podía eliminar de golpe el coma y el astigmatismo. Sin embargo, todavía quedaba el problema de la aberración esférica, muy perjudicial para la nitidez de la imagen.
Su audacia radica en darse cuenta de que podría eliminar la aberración esférica colocando una lente asférica delgada, muy débilmente curvada (ahora llamada "placa correctora Schmidt") en el mismo centro de curvatura que la abertura del diafragma. Esta lente asférica tiene una curva compleja que es convexa cerca de su centro y cóncava cerca de su periferia, lo que crea una aberración esférica opuesta a la del espejo esférico con el que está emparejada, anulando la mencionada aberración esférica del espejo. De esta manera, de forma muy clara y sencilla, podría construir una cámara grande de f/1.75 o incluso más rápida, que daría imágenes nítidas a través de un campo de más de 15 grados de diámetro, lo que permitía fotografiar grandes zonas del cielo con exposiciones cortas, del orden de algunos minutos (frente a una hora o más con un reflector convencional). Su primera cámara tenía una apertura de 360 mm o 14.5" de diámetro, y una relación focal de f/1,75 (actualmente se conserva en el museo del Observatorio de Hamburgo-Bergedorf). La combinación de Schmidt de diversos elementos ópticos (un espejo especial, un diafragma en una ubicación particular, y una "placa de corrección") en un simple sistema catadióptrico, basado en el razonamiento sustentado en principios fundamentales, marcó una época. En particular, la "placa de corrección" era algo nunca visto antes en el diseño de un telescopio. Después de Schmidt, un elevado número de nuevos diseños catadióptricos aparecieron en las décadas siguientes.

## Legado
- Poco después de su muerte, gracias a Walter Baade, la idea del telescopio Schmidt se puso en práctica en el Observatorio del Monte Wilson en los Estados Unidos. Una cámara Schmidt de 18" se produjo en 1936, y doce años más tarde, el famoso 48" (122 cm) telescopio Samuel Oschin también del tipo Schmidt fue construido para el Observatorio Palomar. Este último telescopio produjo una avalancha de nuevas observaciones e información, demostrando la brillantez del concepto de Schmidt más allá de toda duda.
- Posteriormente, en 1955, se decidió equipar al observatorio de Bergedorf con un telescopio Schmidt de gran tamaño y bien construido. El telescopio Schmidt de 2 metros del Observatorio Karl Schwarzschild fue construido más tarde, y sigue siendo la cámara Schmidt más grande del mundo,[5] aunque desde entonces se han producido versiones más avanzadas tecnológicamente. El telescopio Schmidt de Bergedorf fue trasladado al Observatorio de Calar Alto en 1976.[10]
- Bernhard Schmidt es el protagonista de la novela biográfica "Vastutuulelaev: Bernhard Schmidti romaan" ("Navegando contra el viento: una novela de Bernhard Schmidt") del autor estonio Jaan Kross.

## Eponimia
- El cráter lunar Schmidt lleva este nombre en su memoria, honor compartido con otros dos científicos del mismo apellido,[11] el astrónomo alemán Johann Friedrich Julius Schmidt (1825-1884) y el científico ruso Otto Schmidt (1891-1956).
- El asteroide (1743) Schmidt también conmemora su nombre.[12]